# Хомутецька сільська рада (Миргородський район)
Хомутецька сільська рада — колишній орган місцевого самоврядування у Миргородському районі Полтавської області з центром у c. Хомутець.

## Населені пункти
Сільраді були підпорядковані населені пункти:
- c. Хомутець
- с. Довгалівка
- с. Малі Сорочинці